# Imre Balog
Pour les articles homonymes, voir Balog.
Dans le nom hongrois Balog Imre, le nom de famille précède le prénom, mais cet article utilise l’ordre habituel en français Imre Balog, où le prénom précède le nom.
Imre Balog est un joueur d'échecs hongrois né le 28 octobre 1991 à Békéscsaba.
Au 1er mai 2022, il est le sixième joueur hongrois avec un classement Elo de 2 590 points.

## Biographie et carrière
Grand maître international depuis 2011, il a remporté le championnat d'Europe des moins de 14 ans en 2006, la médaille de bronze au championnat d'Europe des moins de 18 ans en 2008 et l'open d'Arad (Roumanie) en août 2011.
Avec l'équipe de Hongrie, il a remporté le championnat d'Europe par équipe de moins de 18 ans en 2007 et 2009 (il jouait au troisième échiquier) et la médaille de bronze par équipe à l'olympiade des moins de 16 ans en 2007.
En 2021, il remporte le championnat de Hongrie de parties rapides avec 11 points sur 13 et finit 3e-10e (dixième au départage) du championnat d'Europe de blitz et neuvième du championnat d'Europe de parties rapides disputés à Katowice.